# Raoul Le Moël
Raoul Le Moël (mort le 31 mai 1501) est un ecclésiastique breton qui fut évêque de Cornouaille de 1493 à 1501.

## Biographie
Bien que d'origine bretonne Raoul Le Moël dit « le Chauve » est chanoine du chapitre de Poitiers et aumônier du roi Charles VIII à qui il doit sa nomination à l'évêché le 13 novembre 1493. Il fait son entrée dans sa cité épiscopale le 16 octobre 1496. En 1498 il assiste aux obsèques du roi Charles VIII et à l'entrée dans Paris de son successeur Louis XII. En janvier 1499 il cosigne avec deux évêques bretons ceux de Léon et de Saint-Brieuc et trois évêques du royaume de France le
contrat de  mariage de la reine Anne de Bretagne avec le nouveau souverain qui en 1500 le nomme second président de la Chambre des comptes de Bretagne. 
Il meurt le 31 mai 1501 et il est inhumé dans la chapelle des Fonts baptismaux de la cathédrale de Quimper  dont il avait assuré l'achèvement. Il est inhumé sous un enfeu vouté de la chapelle. Son tombeau mutilé en 1793 a été restauré et on peut toujours y lire son inscription funèbre avec la date de son décès.

## Héraldique
Ses armoiries sont: de gueules au chevron d'or accompagné de trois besants du même. 